# Verde verde
Verde verde és una pel·lícula dramàtica cubana del 2010 però estrenada el 2012 dirigida per Enrique Pineda Barnet amb producció de base de l'Instituto Cubano del Arte e Industria Cinematográficos (ICAIC), Malas Compañías i Artex, i suport d'Ibermedia. Tracta sobre la lluita contra l'homofòbia, el respecte i l'amistat.

## Sinopsi
Un home fuig desesperadament per un laberint a la recerca d'una sortida. En la seva fugida ensopega amb aparicions que li barren el pas, com una anciana turista, un stripper, una pintora o un estibador. En un bar del port, Alfredo, un paramèdic de navegació mercantil, coneix a Carlos, informàtic aspirant a aviador. El navegant convida a Carlos al seu hangar al port. Allí comencen un procés de seducció i rebuig que despullarà prejudicis i convencions socials.

## Repartiment
- Héctor Noas
- Carlos Miguel Caballero
- Farah María (artista invitada)

## Recepció
Fou exhibida en la XII edició del Festival Internacional de Cinema Gai i Lèsbic de Barcelona, en la que Cuba era el país convidat. Va participar al Festival Internacional de Cinemaa de Ceará, on va guanyar el premi a la millor direcció, a les millors actuacions i al millor so.